# Acadèmia de Ciències, Arts i Oficis per a la Dona
L'Acadèmia de Ciències, Arts i Oficis per a la Dona (Barcelona, 2 de maig de 1885-1887) va ser un centre d'ensenyament específic per a les dones, amb l'objectiu d'oferir una educació completa en ensenyaments professionals, científics i artístics. Va ser creada per Clotilde Cerdà i Bosch, compromesa amb l’emancipació de les dones, i fou inaugurada el 2 de maig de 1885. Es trobava al 4t pis i golfes de la desapareguda Casa Ignasi Serra, a la Rambla de Canaletes, número 10, fent cantonada amb la plaça de Catalunya, on anys més tard hi hauria l’Hotel Continental.
La temporada de 1880-1881 havien començat les gestions per a crear un centre d'ensenyament específic per a les dones, en un moment en què Espanya els prohibia encara l’accés a l’ensenyament superior, un impediment que es va mantenir fins al 1910. El centre prenia model en institucions semblants que Clotilde Cerdà havia conegut en altres països industrialitzats, principalment als Estats Units, Anglaterra i Alemanya.
L'Acadèmia pretenia que les dones poguessin obtenir una remuneració per subsistir amb mitjans propis i amb aquesta finalitat els oferia un model de formació que havia d'incloure totes les matèries derivades de l'aplicació a la indústria de l'escultura i la pintura, a més del modelatge en fang, cera, fusta, marbre... pintura a l’oli, al fresc, a l’aquarel·la; sobre porcellana, cristall, seda, fang, fusta i marfil; brodats; el gravat en tots els seus procediments; nocions de física i química aplicades a la indústria; composició de clixés fototipogràfics; telegrafia, idiomes, tenidoria de llibres, ornamentació de mobles... Es pretenia formar en oficis en què la presència femenina era inexistent i possibilitar la professionalització de les dones, no només les de famílies benestants. S'oferien beques per facilitar els estudis a les que ja treballaven i els horaris s'adaptaven: les classes podien ser de dia i de nit. L’objectiu era que la dona pogués accedir al mercat laboral o bé progressar professionalment. L’Acadèmia era, en definitiva, un projecte pioner, dirigit per dones i per a les dones. Les matrícules havien de cobrir la remuneració del professorat i el manteniment de la institució i es preveia la creació d'un fons de reserva per facilitar l'accés a l'ensenyament a les alumnes amb pocs recursos econòmics.
Les matèries que s'hi cursaven estaven relacionades amb les tasques de la llar (brodat, planxat, tall i confecció, etc.), belles arts i humanitats (pintura, escultura, música, literatura, gravat, cal·ligrafia, etc.) el camp industrial i empresarial (fusteria, taquigrafia, enquadernació, geometria, física, química, càlcul mercantil o dret). La mateixa Clotilde Cerdà i Bosch, que feia servir el pseudònim d'Esmeralda Cervantes, hi fou professora d'higiene domèstica. Altres dones pioneres col·laboraren en el projecte, entre les quals la metgessa Dolors Aleu, professora d’higiene i medicina domèstica; Josepa Massanés, poeta i defensora precoç dels drets de les dones, que impartia els estudis d’institutrius; i l’escriptora Antònia Opisso, secretària de l’Acadèmia, Carolina Thos i Abad de Mas. També hi van ser professors Enric Granados, Joan Goula, Ramon de Manjarrés, Josep Masriera, Rosend Novas, Frederic Soler “Pitarra”, Salvador Draper, Carlos Comas Miguel, Isaac Albéniz, Narcís Montserrat, Vicent Trilla o Gaspar Sentiñon.
L'Acadèmia va tenir gairebé 300 alumnes matriculades a les classes nocturnes, especialment de famílies obreres. Però només  va poder mantenirse durant dos anys a causa de la gran oposició manifestada pels monàrquics. El suport econòmic promès pel Govern espanyol i la Casa Reial no van arribar mai, i fins i tot el secretari personal de la reina regent Maria Cristina va retreure a Clotilde Cerdà el seu activisme social i polític, en especial a favor de l'abolició de l'esclavitud a Cuba: “Yo creí que usted aspiraba a tocar muy bien el arpa […] pero un día aparece usted en Cuba, como queriendo resolver por su influencia el problema de la esclavitud […] y ahora la veo a usted erigida en protectora de la clase obrera catalana y de la educación de la mujer, propósitos loables pero más propios de hombres encanecidos que de jóvenes artistas” […] “ni se meta a formular acusaciones, ni dar consejos sin suficiente conocimiento del asunto; porque el resultado tendrá que ser contraproducente”.
Al llarg dels dos anys d'existència de l'Acadèmia havia ingressat 7.644 ptes.(entre matrícules i mensualitats) i n'havia gastat 20.604, és a dir, havia acumulat un dèficit de 12.960 ptes., part del qual Clotilde Cerdà havia pagat de la seva butxaca. Després d'agrair el suport econòmic de l’industrial i financer Manuel Girona i també de l'Ajuntament, Govern Civil i Diputació, eixugà els deutes i tancà l'escola. Altres institucions més conservadores sí que van tenir èxit en l'obtenció de mitjans per al foment de l'ensenyament i preparació professional de les dones.